# 다빙슈웨디

떠빈슈웨티 or  때삥쓔애티(버마어: တပင်‌ရွှေထီး; 1516년 - 1550년, 재위 1530년 - 1550년)는 따웅우 왕조의 제4대 국왕으로서, 주변의 버고, 삐, 잉와를 공격해 점령하고 버마를 통일한 군주이다. 군사적 능력은 탁월하였으나 집권 후반기 주색에 빠져 정사를 제대로 돌보지 않았고, 그의 사후 동시다발적으로 반란이 일어나게 되었다.

## 버고 공격
떠빈슈웨티는 즉위하고 곧 담마제디 이후 분열에 휩싸인 버고를 침공해 하부 버마의 비옥한 농지를 점령하고, 포르투갈과의 교역으로 번영하고 있던 버떼인 등 이 지역 버고의 주요 항구들을 점령하여 자금줄을 확보하였다. 포르투갈과의 교역항을 점령한 후부터는 유럽의 우수한 총포류를 수입하고 포르투갈인들을 용병으로 고용하여(그 수는 한때 700명에 이르렀다) 군사력 강화에 박차를 가했다. 이를 바탕으로 떠빈슈웨티는 버고를 대대적으로 공격하기에 이른다.
그러나 처음 세 차례인 1534년, 1535년, 1536년의 파상공세는 아직 군사력이 강성했던 버고를 완전 복속시키는 데 이르지는 못했다. 이에 떠빈슈웨티는 계략을 통해 버고의 두 명장을 반란 혐의로 제거하고 1538년 버고를 침공하여 대승을 거두었고, 마침내 1541년 버고를 합병하는 데 성공하였다. 계속하여 떠빈슈웨티는 버고의 옛 동맹국이었던 삐를 침공하여 버고의 패잔병과 삐의 군대가 연합한 군세를 수적 불리에도 불구하고 압박하였다. 그런 와중에 잠시 버고로 돌아온 그는 대관식을 치러 자신이 버고를 포함한 하부 버마의 지배자가 되었음을 선언하였다.

## 버마의 통일
이후 다시 1542년 대대적으로 떠빈슈웨티가 삐를 침공하자, 삐는 최후의 방책으로 강병을 보유한 주변의 라카인을 끌어들였다. 그러나 떠빈슈웨티가 이끄는 따웅우군은 라카인의 원군마저 격퇴하여 삐-라카인 연합에 완승을 거두었고, 떠빈슈웨티는 삐를 점령하고 삐의 군주를 처형하였다.
다음으로 떠빈슈웨티는 의형인 바인나웅을 사령관으로 하여 잉와를 공격해 점령하였고, 1544년까지 상부 버마의 민부와 밍얀까지 복속시켜 구 버간 지역을 평정하였다. 이에 그는 버고에서 했던 것처럼 버간에서도 대관식을 치러 자신이 상부 버마의 왕이 되었음을 선언했고, 1546년에는 몬족(남부)과 버마족(북부) 양쪽의 의식으로 버마 전체의 왕이 되는 의식을 치렀다. 이후 몬족 여성을 왕비로 삼고 머리 모양을 몬족식으로 바꾸었으며, 몬족인들을 고위직에 다수 등용하여 몬족 문화의 우수성을 인정하고 통합을 꾀하였다.

## 라카인과 아유타야 원정
이후 그는 주변의 반대세력인 라카인을 공격하였으나 그다지 성과를 거두지는 못하였다. 타이족의 아유타야와는 대체로 평화를 유지하고 있었는데, 아유타야가 버마의 복속을 목적으로 비우호 정책을 취하자 화가 난 떠빈슈웨티는 아유타야를 침공하였다. 이 전쟁에서 떠빈슈웨티는 처음에 기세를 잡아 아유타야 왕국의 수도 아유타야까지 진격하였으나, 완전한 점령까지는 달성하지 못하고 물러났다.

## 치세 후반기
집정 후반기 떠빈슈웨티는 젊은 포르투갈인 근위장교를 가까이하면서 주색에 빠져 방탕한 생활을 했고, 매일같이 이 포르투갈인과 함께 사냥을 다니면서 그의 말이면 무고한 사람들까지 죽여 버리는 등 점차 왕으로서의 권위를 잃어 가고 있었다. 그러다 보니 버마 전역에서 불만세력이 차츰 고개를 들었고, 몬족 지역에서는 군대의 반을 통제하고 있는 바인나웅을 왕으로 추대하려는 움직임까지 일었다. 그러나 바인나웅은 이를 거부하고 왕을 보좌하는 데 만족하고자 했다. 대신 바인나웅은 왕이 총애하던 포르투갈인 근위장교를 축출하였으나 떠빈슈웨티는 여전히 집무를 소홀히 했다. 보다 못한 한 몬족 시종이 사냥을 핑계로 떠빈슈웨티를 깊숙한 정글로 불러내 주살하였다. 그의 사후 버마 지역은 일시적인 혼란기로 빠져들게 되었으나, 뒤를 이은 바인나웅이 다시 평정하였다.

## 같이 보기
- 바인나웅
- 따웅우-버고 전쟁
- 수리요타이

## 참고 문헌
- 김성원, 《미얀마 왕조사》, 부산외국어대학교 출판부, 1991, 159-166쪽.